# Mehdi Hüseynzadə
Mehdi Hənifə oğlu Hüseynzadə, nome di battaglia Mikhailo (in russo Мехти Ганифа оглы Гусейн-заде, Михаило?, Mechti Ganifa ogly Gusejn-zade, Michailo; Novxanı, 22 dicembre 1918 – Vittuglia, 2 novembre 1944), è stato un militare, partigiano e guerrigliero azero con cittadinanza sovietica.
Soldato dell'Armata Rossa durante la seconda guerra mondiale, venne catturato dai tedeschi ed arruolato nella Wehrmacht sul fronte italo-jugoslavo. Decise però di fuggire e unirsi ai partigiani jugoslavi, compiendo numerosi attentati contro i nazisti, provocando altresì feroci rappresaglie.
Nel 1957, su segnalazione di Palmiro Togliatti a Stalin, venne insignito postumo del titolo di Eroe dell'Unione Sovietica ed è tuttora considerato un eroe nazionale in Azerbaigian, celebrato con romanzi e poemi, film e monumenti.

## Biografia

### Giovinezza
Nato nel 1918 nel villaggio di Novxanı, nella provincia di Baku (all'epoca facente parte della Repubblica Democratica di Azerbaigian), era figlio di Hanifa Huseynov (1881-1922), già membro dell'organizzazione Ummah e militare che lavorava per l'istituzione del regime sovietico in Azerbaigian, in seguito capo delle milizie azere, che combatterono il banditismo nel paese e, negli ultimi anni di vita, a capo della divisione amministrativa sovietica di Baku. Mehdi perse il padre in tenera età e fu cresciuto dalla madre e poi dalla nonna.
Dal 1925 al 1932 studiò nella scuola secondaria diretta dallo scrittore Süleyman Sani Axundov; il suo primo insegnante fu il compositore Səid Rüstəmov. In seguito frequentò il liceo artistico di Baku, insieme a Kazım Kazımzadə, Əsgər Abbasov, Əli Zeynalov, Mürsəl Nəcəfov, diplomandosi nel 1936. In seguito, fu inviato come insegnante in una delle scuole elementari di Suraxanı, dove lavorò per alcuni mesi; lavorò come direttore della sala di lettura nella biblioteca intitolata ad Abbas Səhhət.
Più tardi Mehdi andò a Leningrado per tentare invano di entrare all'Accademia delle arti; tornò quindi a Baku e trovò un lavoro nella biblioteca intitolata a Məşədi Əzizbəyov. L'anno successivo tornò a Leningrado, ma anche questa volta non fu ammesso all'Accademia ed entrò quindi nella scuola di lingua francese dell'Istituto di lingue straniere di Leningrado. Nel 1940 si trasferì, dato il suo amore per la poesia e la letteratura, al secondo corso della facoltà di lingua e letteratura dell'Istituto pedagogico azero "Vladimir Lenin". Grazie agli studi, Hüseynzadə era in grado di parlare fluentemente, oltre all'azero e il russo, anche il tedesco, francese, inglese, spagnolo, turco e altre lingue straniere.

### Sul fronte della seconda guerra mondiale
Nell'agosto 1941, due mesi dopo l'invasione nazista dell'Unione Sovietica, Hüseynzadə venne arruolato nell'Armata Rossa. Dopo l'addestramento presso la scuola di fanteria di Tbilisi in Georgia nel 1942, fu spedito sul fronte sovietico-tedesco, dove comandò un plotone di mortai durante la battaglia di Stalingrado.

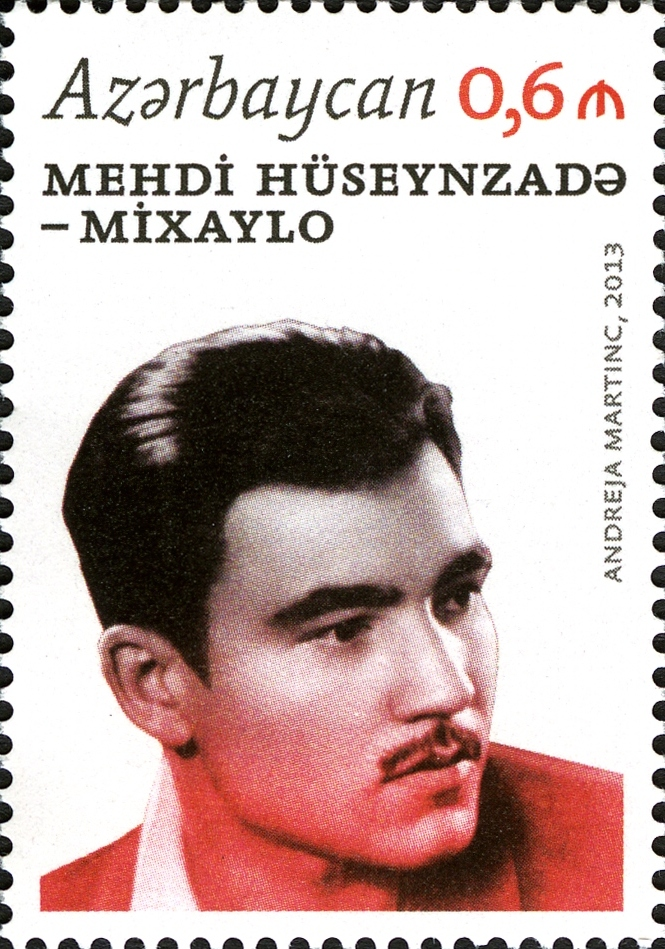
Francobollo del 2013

Nell'agosto 1942, nei pressi della città russa di Kalač sul Don, Hüseynzadə venne gravemente ferito e catturato dai tedeschi. Trascorse un anno e mezzo come prigioniero di guerra, accettando di entrare a far parte nella Legione Turchestana della Wehrmacht come traduttore: venne quindi inviato a Berlino dove frequentò un corso di tedesco per tre mesi. Venne quindi inviato a Strans, dove venne inquadrato nel dipartimento 1-C, impegnato in propaganda e controspionaggio, della 162ª divisione tedesca della Turkistanische Legion con ex prigionieri azeri e dell'Asia centrale.
Dopo l'8 settembre 1943, la divisione di Strans fu inviata in Italia per reprimere la Resistenza italiana. Mehdi Hüseynzadə iniziò a stabilire legami con i residenti della provincia di Udine al fine di riuscire a fuggire. All'inizio del 1944, mentre si trovava nei pressi di Trieste, Mehdi e i suoi due compagni azeri Cavad Həkimli ed Asad Kurbanov disertarono la Legione turchestana nazista e, nascosti nei boschi, si unirono presto ai partigiani del IX Corpus dell'Esercito Popolare di Liberazione della Jugoslavia, impegnato nella guerriglia contro i nazifascisti. Nello stesso anno, con il nome di battaglia di Mikhailo, divenne comandante della "Compagnia russa" (Руска чета) di ricognizione diversiva del 4º battaglione della 3ª Brigata di Liberazione Popolare slovena intitolata a Ivan Gradnik. In una lettera alla sorella scrisse:

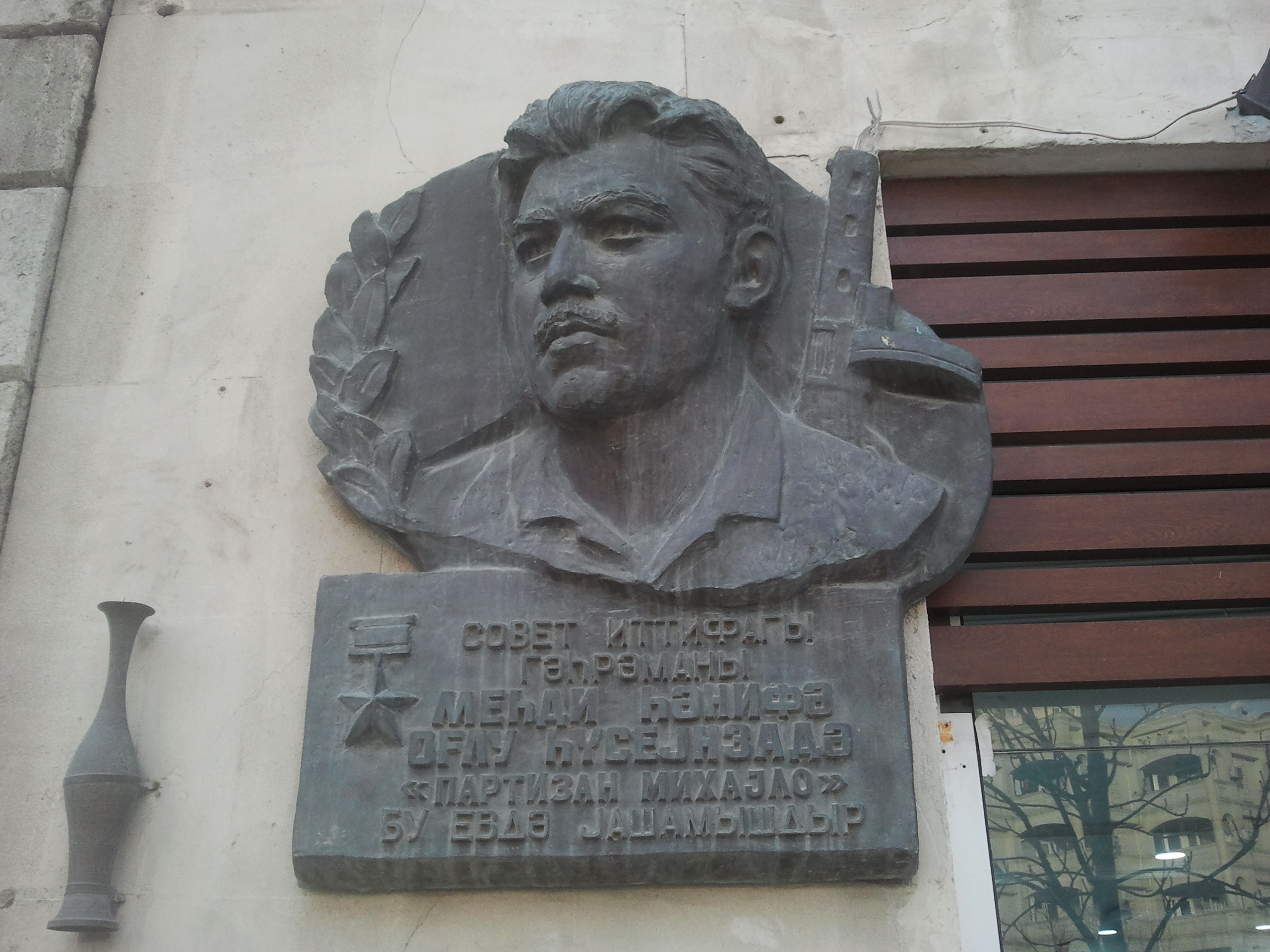
Targa sull'edificio doveMehdi Hüseynzadə ha vissuto a Baku

A metà gennaio del 1944, Mikhailo con i combattenti jugoslavi entrò in possesso di carte topografiche nemiche. Il mese successivo Mehdi, mascherandosi da ufficiale tedesco, entrò in una caserma tedesca con una mina nascosta in un estintore, facendola poi esplodere.
Il 2 aprile 1944, Hüseynzadə con un altro guerrigliero azero, Mirdamat Seyidov (nome di battaglia: Igor Ruskj), fece esplodere una mina ad azione ritardata nel cinema di Opicina vicino a Trieste, causando l'uccisione immediata di 7 persone. Il giorno successivo il comando tedesco ordinò una rappresaglia, che portò all'eccidio di Opicina in cui vennero fucilate 71 persone.
Alla fine di aprile del 1944, Hüseynzadə, Hans Fritz e Ali Tagiyev fecero saltare un ponte vicino alla stazione ferroviaria di Postumia, che portò al deragliamento di un treno. Nel maggio successivo, Hüseynzadə e Seyidov fecero saltare in aria un casinò di Trieste.
Sempre più preoccupati per questi attacchi, i tedeschi fissarono una ricompensa di 400.000 lire italiane per chiunque avesse ucciso Hüseynzadə.

### Morte
Il 2 novembre 1944, di ritorno da una missione eseguita con successo per distruggere un deposito di munizioni tedesco, Mikhailo cadde in un agguato tedesco vicino alla città di Vittuglia, nell'odierna Slovenia. Dopo uno scontro impari con le forze tedesche, in cui riuscì comunque ad uccidere 25 nemici, Hüseynzadə finì i proiettili e usò l'ultimo per suicidarsi al fine di non cadere nelle mani dei tedeschi.
Hüseynzadə è tuttora sepolto presso il cimitero di Chiapovano, frazione del comune di Nova Gorica.

## Ricordo

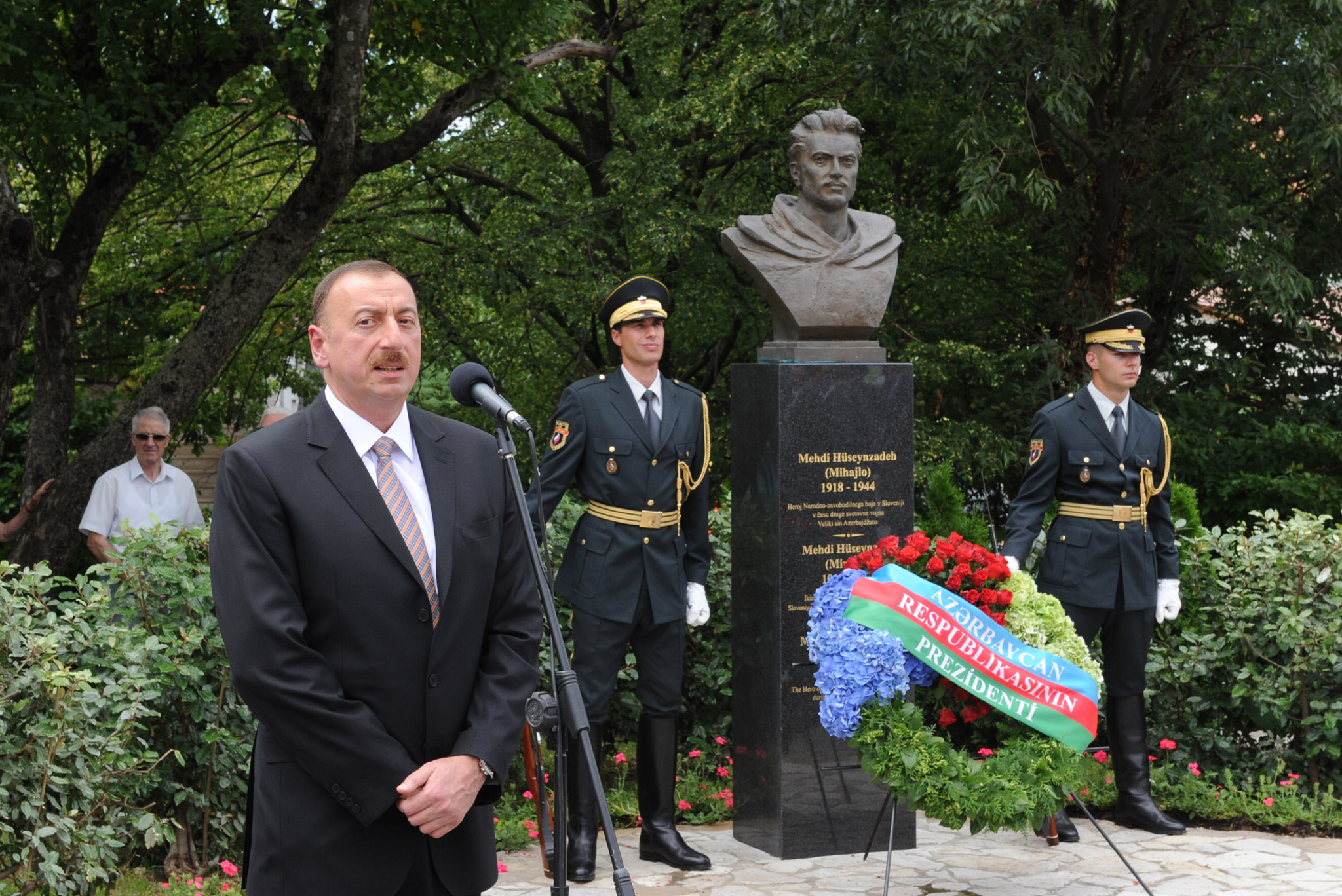
Il presidente dell'Azerbaigian İlham Əliyev in visita al memoriale di Mehdi Hüseynzadə a Nova Gorica nel 2011

La sua vita e il suo eroismo durante la seconda guerra mondiale sono stati descritti nel romanzo Uzaq sahillərdə (in russo На дальних берегах?, Sulle rive lontane) di Imran Gasimov, che venne poi sceneggiato nel 1958 nell'omonimo film realizzato negli anni sovietici dallo studio cinematografico Azerbaycanfilm, con Huseynzade interpretato dall'attore Nodar Şaşıqoğlu e la regia di Tofiq Tağızadənin.
Nel 1963, J. Hakimli pubblicò in Azerbaigian le sue memorie nel libro Intigam ("La vendetta"), in cui racconta come testimone oculare le imprese di Mikhailo.
Nel 1973 venne inaugurato nel centro di Baku un monumento realizzato dall'artista Fuad Əbdürrəhmanovun, dove ogni anno sono deposte corone di fiori nei giorni 11 aprile (il giorno in cui a Mehdi Hüseynzadə è stato assegnato postumo il titolo di Eroe dell'Unione Sovietica), il 9 maggio (Giorno della Vittoria) e il 2 novembre (nel giorno della morte di Mehti). Un altro monumento, inaugurato nel 2007, si trova nella sua città natale di Novxanı. In suo onore sono intitolati gli stadi di calcio a Novxanı e Sumqayıt.
Il 25 ottobre 2007 nell'insediamento di Sambasso (comune di Nova Gorica, in Slovenia) si è tenuta una solenne cerimonia d'inaugurazione del busto realizzato dallo scultore azero Akif Askerov e dedicato a "Mehdi Hüseynzadə ("Mikhailo"), 1918-1944. L'eroe del movimento di resistenza in Slovenia durante la seconda guerra mondiale. Coraggioso figlio dell'Azerbaigian". Nel 2013 è stato inaugurato a Sambasso il Museo commemorativo dell'eroe Mikhailo (in sloveno: Spominski muzej heroja Mihajla), finanziato dal Ministero della cultura e del turismo dell'Azerbaigian e dalla Compagnia petrolifera di Stato dell'Arzebaigian. Il 17 novembre 2017 è stato inaugurato un monumento a Maribor.